# اس. پلگرینو
اس.پلگرینو (انگلیسی: S.Pellegrino) شرکت صنایع غذایی ایتالیایی است، که در سال ۱۹۹۷ تأسیس شد.